# ZBTB32
ZBTB32‏ (Zinc finger and BTB domain containing 32) هوَ بروتين يُشَفر بواسطة جين ZBTB32 في الإنسان.